# Parafia Wszystkich Świętych w Białymstoku (prawosławna)
Parafia Wszystkich Świętych – parafia prawosławna w Białymstoku, w dekanacie Białystok należącym do diecezji białostocko-gdańskiej.
Na terenie parafii funkcjonuje 1 cerkiew:
- cerkiew Wszystkich Świętych w Białymstoku – parafialna

## Historia
Decyzją Jego Ekscelencji, Arcybiskupa Białostockiego i Gdańskiego Sawy została erygowana parafia prawosławna pod wezwaniem Wszystkich Świętych w Białymstoku 16 czerwca 1982. Pierwszym proboszczem parafii Wszystkich Świętych został ks. Aleksander Chilimoniuk (zmarł w dniu 8 czerwca 1999).

## Cerkiew parafialna
Świątynia parafialna położona jest na głównym cmentarzu prawosławnym miasta Białegostoku. Została zbudowana w 1901 w miejscu drewnianej kapliczki cmentarnej. Wraz z erygowaniem parafii rozbudowano świątynię poprzez dobudowanie oszklonej wiaty, a w następnym roku wybudowano nowy dom parafialny.

## Wykaz proboszczów
- 23.06.1982 – 1999 – ks. Aleksander Chilimoniuk
- 1999–2007 – ks. Jan Fiedorczuk
- 7.06.2007 – 31.01.2017 – ks. Jerzy Mackiewicz
- od 1.02.2017 – ks. Piotr Pietkiewicz[3]